# Príles
Koordinaten: 48° 57′ N, 18° 8′ O

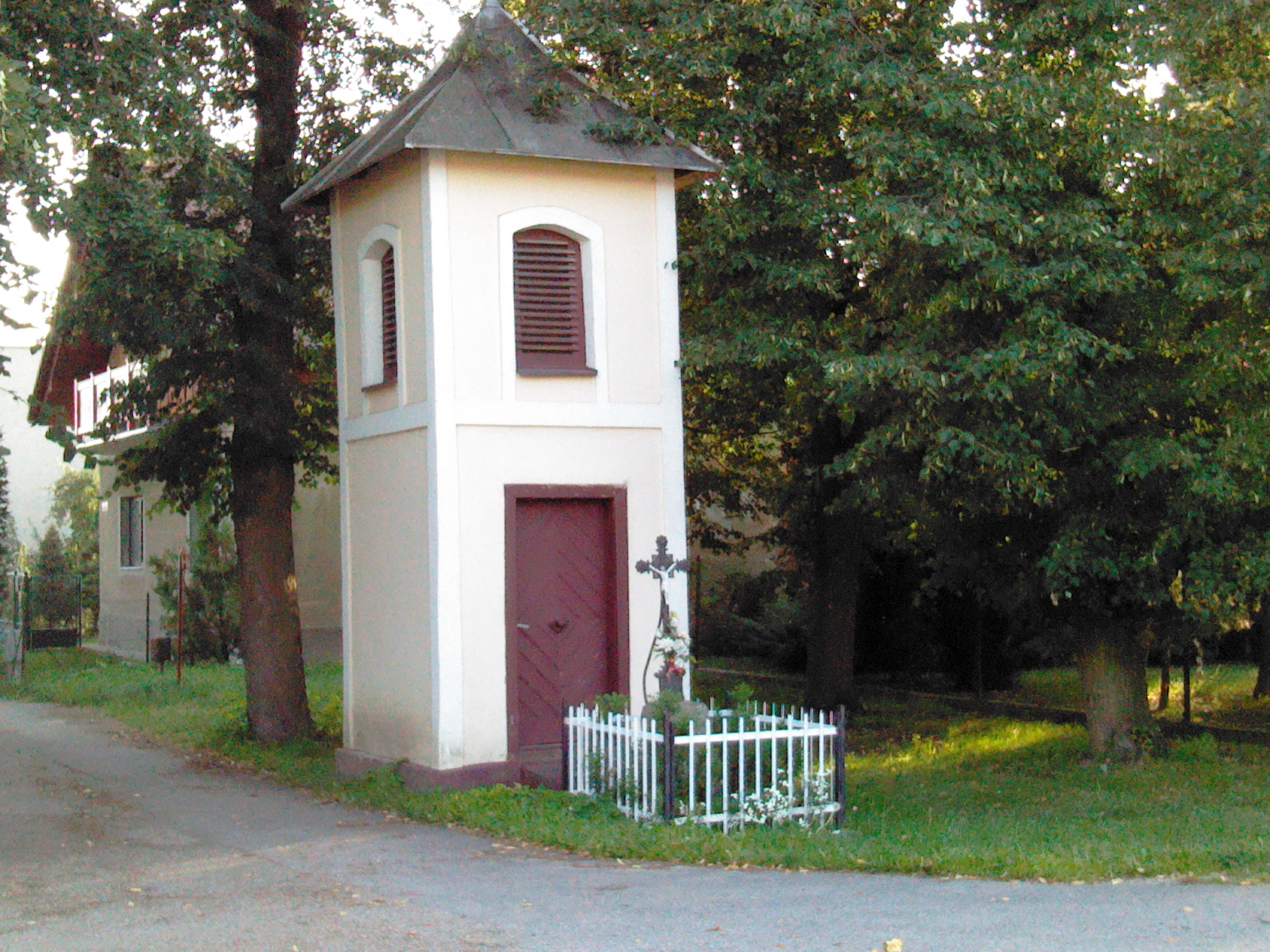
Denkmalgeschützter Glockenturm in Príles

Príles (ungarisch Prilesz) ist ein Ortsteil von Trenčianska Teplá. Er liegt in den Strážovské vrchy im Waag-Tal, etwa 12 km von Trenčín entfernt, unweit der Städte Nová Dubnica und Dubnica nad Váhom.

## Geschichte
Die erste Erwähnung als Prilich stammt aus dem Jahr 1351. Der Name Príles leitet sich von der Familie Prileszky ab. Im Verlaufe der Jahrhunderte war der Ort im Besitz folgender Familien: Hudcovics, Mariássy, Gabrizovics, Rudnay und Skrbenský. Im Jahre 1913 wurde Príles der Gemeinde Trenčianska Teplá eingegliedert.
Im 19. Jahrhundert wurde in Príles ein Landschloss im klassizistischen Stil gebaut, wo hauptsächlich die Familien Prileszky und Skrbenský wohnten. Nach dem Tod von Filip Skrbenský kam der Besitz zur Gemeinde Trenčianska Teplá. 1924 erwarb das Landschloss die Tschechoslowakische Gemeinde der Legionäre (Československá obec legionárska), die dort seit 1927 ein Erholungsheim betrieb. Nach dem Zweiten Weltkrieg wurde das Landschloss nach und nach abgebaut, sodass heute nur Überreste zu sehen sind.